# Neauphle-le-Vieux
Neauphle-le-Vieux là một xã của Pháp, nằm ở tỉnh Yvelines trong vùng Île-de-France. Dân địa phương trong tiếng Pháp gọi là Neauphléens.

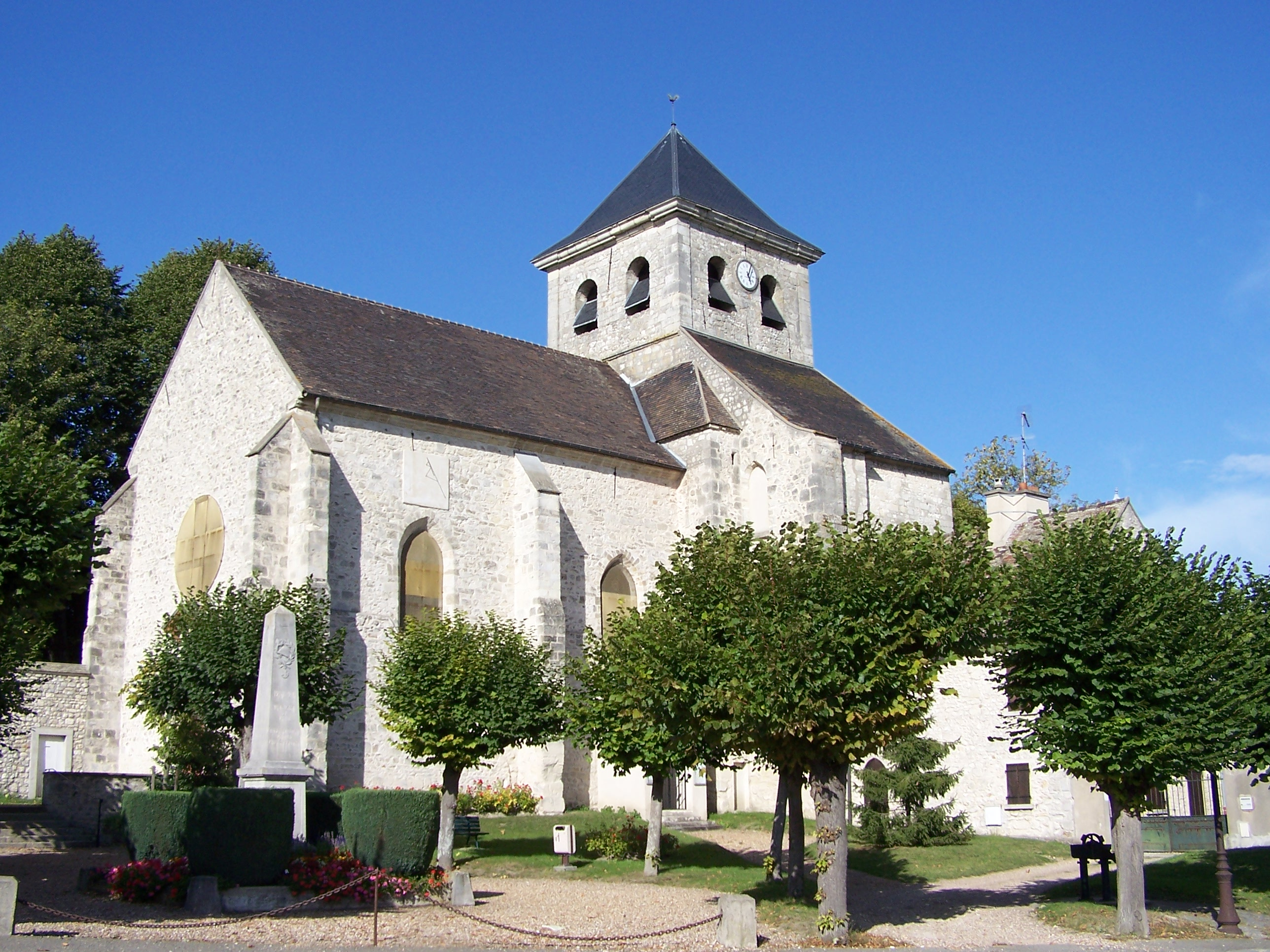
Nhà thờ Saint-Nicolas

## Địa lý
Các xã giáp ranh gồm: Beynes về phía bắc, Villiers-Saint-Frédéric về phía đông, Jouars-Pontchartrain về cực đông-đông-nam 150 m, Le Tremblay-sur-Mauldre về phía đông nam, Bazoches-sur-Guyonne về phía nam-đông-nam 100 m, Mareil-le-Guyon về phía nam, Méré về phía tây nam và Vicq về phía tây.